# نادي الفجيرة
نادي الفجيرة الرياضي الثقافي هو نادي كرة قدم إماراتي تأسس في العام 1968. رئيس النادي والداعم الأول له الشيخ مكتوم بن حمد الشرقي (الداعم الأول للرياضة في الفجيرة).

## تاريخ النادي
تم تأسيس نادي الفجيرة العام 1964م وتأسس التضامن في نهاية حقبة الستينات، وكانت المنافسة قوية بين الناديين آنذاك، وفي بداية السبعينيات صدر قرار بدمج ناديي الفجيرة والتضامن تحت مسمى نادي أهلي الفجيرة، وفي العام 2006م تم تغيير اسم النادي إلى الفجيرة.

## مساهمون

### أسماء الذين وضعوا اللبنة الأولى للنادي
شارك في تأسيس نادي الفجيرة عدد من أبناء النادي كان في مقدمتهم:
- السيد: عبد الله إبراهيم الاهبش
- السيد: حسن عبد الله بارون
- السيد:سالم بن رحمة

## الأنشطة الرياضية في النادي
يشارك نادي الفجيرة منذ تأسيسه باتحادات الألعاب الرياضية وهي: كرة القدم - كرة الطائرة - كرة اليد - كرة السلة - كرة الطاولة - السباحة - الدراجات - وألعاب القوى.

## أنجازات النادي الرياضية
| السنة       | الإنجازات |
| ----------- | --- |
| 81-1982     | - المركز الأول في بطولة الناشئين لأختراق الضاحية بمدينة العين. - حصل على المركز الثاني تحت 16 سنه لكرة القدم على مستوى الدولة. - حصل على المركز الثاني تحت 16 سنة لكرة الطائرة على مستوى الدولة. - حصل على المركز الأول لفرق الرجال والناشئين والشباب في بطولة المنطقة لاختراق الضاحية. - حصل على المركز الثاني على مستوى الدولة في البطولة التمهيدية للمرحلة الثانية على مستوى المجموعة الثانية.                          |
| عام 82-1983 | - المركز الأول في بطولة الناشئين لاختراق الضاحية بدبي. - المركز الثاني على مستوى الدولة في كرة الطائرة للشباب والمركز الأول في المجموعة الثانية. - المركز الثاني على مستوى الدولة لكرة الماء. - حصل على المركز الثاني لكرة القدم على مستوى المجموعة الثانية. - المركز الأول على مستوى المنطقة لاختراق الضاحية. - المركز الأول على مستوى الدولة لاختراق الضاحية تحت 17 سنة. - المركز الثاني على مستوى المنطقة لكرة الطاولة. |
| عام 83-1984 | - المركز الثاني على مستوى الدولة لكرة الماء. - بطولة دوري الدرجة الثالثة لكرة الطائرة. - المركز الثاني على مستوى المنطقة الشرقية ومنطقة رأس الخيمة لكرة القدم. - المركز الثاني على مستوى المنطقة لكرة الطاولة. - المركز الثاني في بطولة اختراق الضاحية على مستوى المنطقة الشرقية ومنطقة رأس الخيمة. |
| عام 84-1985 | - المركز الثاني للناشئين على مستوى المجموعة الأولى والمركز الثاني على مستوى الدولة. - المركز الأولى على مستوى المجموعة الرابعة. - المركز الأول لكرة الطاولة على مستوى المنطقة – فرق. |
| عام 85-1986 | - بطولة الدرجة الثانية لكرة القدم. - حصل على بطولة دوري الناشئين لكرة اليد على مستوى الدولة وبطولة الكأس. |
| عام 86-1987 | - المركز الثاني على المجموعة الأولى والثالث على مستوى الدولة للناشئين لكرة القدم. - بطولة دوري الدرجة الثانية لكرة اليد. - بطولة الشباب للدرجة الثانية لكرة اليد. - بطولة المناطق لصغار كرة اليد. |
| عام 88-1989 | - المركز الأول لدوري الدرجة الثانية لكرة اليد. |
| عام 89-1990 | - بطولة دوري الدرجة الثانية لكرة القدم. - المركز الثالث عمومي على مستوى الدولة لكرة الماء. - المركز الثاني للناشئين على مستوى الدولة. |

## محطات في تاريخ النادي
- تاريخ التأسيس: 1968 م حسب ما هو مدون في اتحاد الكرة.
- افتتاح إستاد الفجيرة الحالي : 22-09-1989م
- تغيير اسم النادي من أهلي الفجيرة إلى الفجيرة: 25-08-2006م
- تشكيل الإدارة الجديدة للنادي وتعيين ناصر اليماحي رئيساً لمجلس الإدارة: 11-10-2006م
- زيارة حاكم الفجيرة للنادي والالتقاء باللاعبين ويوجة بزيادة المدرجات : 5-6-2006م
- الشرقي يستقبل نجوم الفجيرة الصاعد للدرجة الأولى: 22-05-2006م

## تشكيلة الفريق الحالية
ملاحظة: تشير الأعلام إلى المنتخب الوطني على النحو المحدد في قواعد الأهلية للفيفا. قد يحمل اللاعبون أكثر من جنسية واحدة غير تابعة للفيفا.
| الرقم | البلد                    | المركز | اللاعب             |
| ----- | ------------------------ | ------ | ------------------ |
| 2     | الإمارات العربية المتحدة | مدافع  | عبد الله العامري   |
| 3     | جمهورية الكونغو          | مدافع  | سام ميترايل U21    |
| 4     | غانا                     | مدافع  | كويكو إيستين       |
| 5     | الإمارات العربية المتحدة | وسط    | عبد الرحمن جمعة    |
| 6     | الإمارات العربية المتحدة | وسط    | ناصر سالم          |
| 7     | صربيا                    | وسط    | أندريا رادوفانوفيش |
| 8     | الإمارات العربية المتحدة | وسط    | نبيل فيروز         |
| 9     | فرنسا                    | مهاجم  | ساندر بن بشير      |
| 11    | الإمارات العربية المتحدة | مهاجم  | ياسر خميس          |
| 12    | الإمارات العربية المتحدة | حارس   | حميد عبيد          |
| 14    | السنغال                  | وسط    | اسماعيلا سونكو U21 |
| 15    | السنغال                  | مدافع  | جوليس ميندي        |
| 16    | نيجيريا                  | وسط    | معز اولاوالي       |
| 17    | الإمارات العربية المتحدة | حارس   | صالح ربيع          |
| 18    | الإمارات العربية المتحدة | مدافع  | أحمد الزحمي        |

| الرقم | البلد                    | المركز | اللاعب           |
| ----- | ------------------------ | ------ | ---------------- |
| 19    | الإمارات العربية المتحدة | مدافع  | يوسف خلفان       |
| 20    | فرنسا                    | وسط    | سيدي حامد دحماني |
| 21    | الإمارات العربية المتحدة | مدافع  | مروان عبد الله   |
| 22    | الإمارات العربية المتحدة | مهاجم  | محمد عيسى        |
| 23    | الإمارات العربية المتحدة | وسط    | عبد الرحمن زامة  |
| 24    | الإمارات العربية المتحدة | حارس   | سعيد سالم U21    |
| 25    | الإمارات العربية المتحدة | مدافع  | محمد سالم        |
| 26    | الإمارات العربية المتحدة | مدافع  | سلطان سبيل       |
| 27    | الإمارات العربية المتحدة | وسط    | إبراهيم الكندي   |
| 28    | فرنسا                    | وسط    | كورين كركور      |
| 29    | الإمارات العربية المتحدة | مهاجم  | حمد محمد         |
| 30    | غانا                     | مهاجم  | سيدو باسط        |
| --    | الإمارات العربية المتحدة | مدافع  | سعود المسماري    |
| --    | الإمارات العربية المتحدة | وسط    | عمر راشد         |